# 角雅也
角 雅也（かど まさや、1997年4月2日 - ）は、日本の元男子バレーボール選手である。

## 来歴
石川県金沢市出身。兄の影響で小学1年生からバレーボールを始める。
創造学園高等学校（現・松本国際高等学校）、順天堂大学を経て、2019/20シーズン、V.LEAGUE DIVISION1 MEN（V1男子）に所属するVC長野トライデンツの内定選手となった。
2020年、大学卒業後に、VC長野トライデンツに入団した。入団1シーズン目となる2020/21シーズンにV1の試合に出場し、Vリーグデビューを果たした。
2022年3月27日のリーグ最終戦をもって現役引退。引退後の4月より教員を務める。

## 所属チーム
- 創造学園高等学校（2013-2016年）
- 順天堂大学（2016-2020年）
- VC長野トライデンツ（2020-2022年）